# زجاجية (موسيقى)

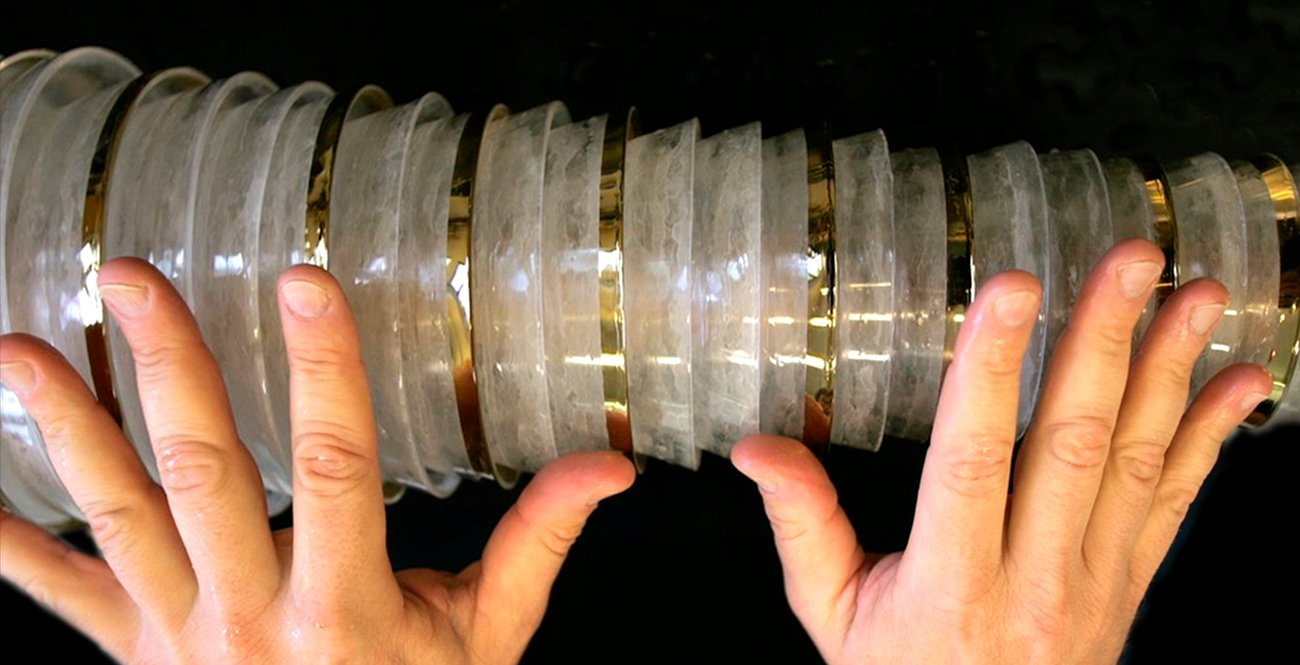

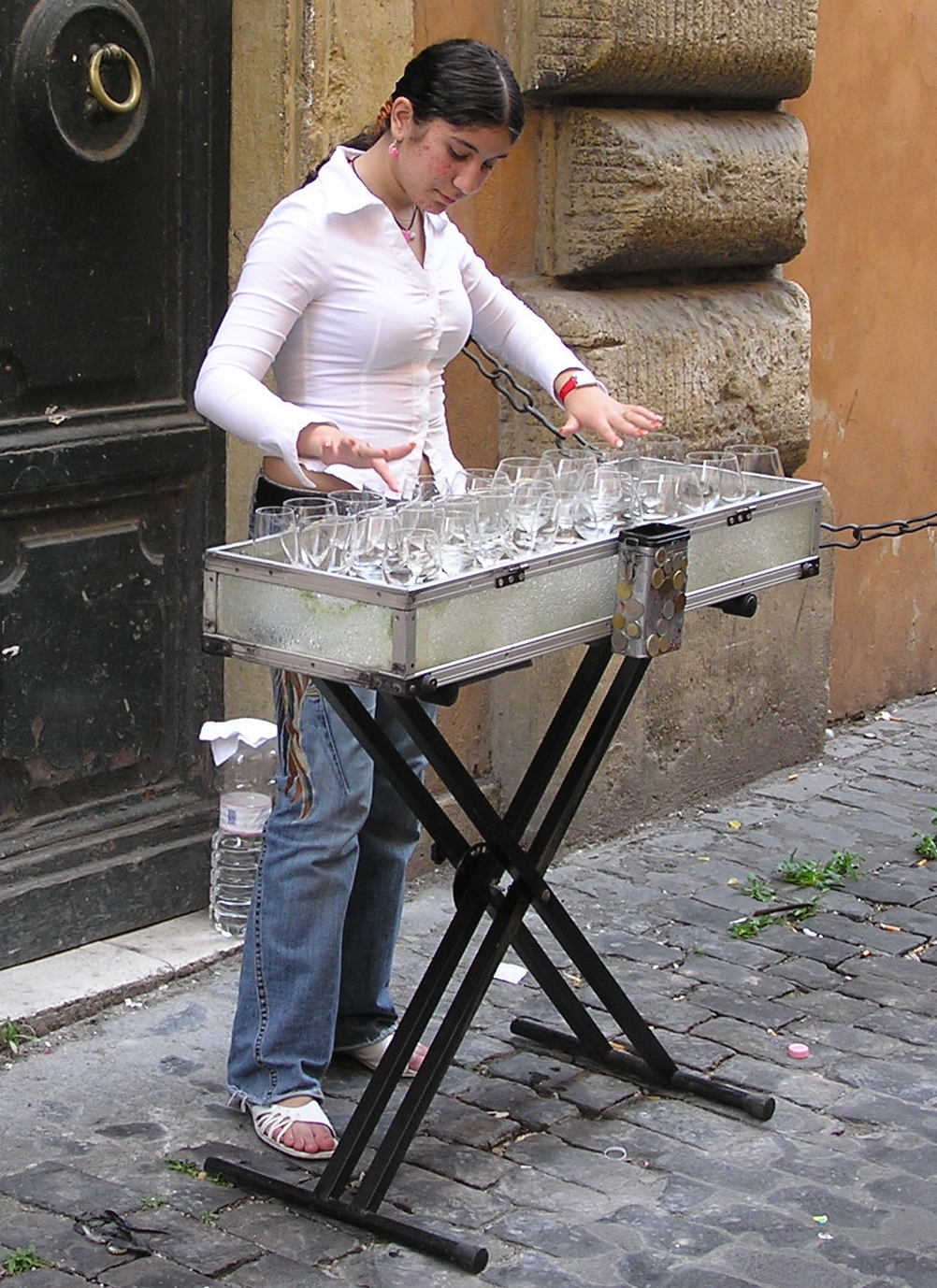

الزجاجية هو آلة موسيقية تنتج الصوت من الزجاج.